# Canthidium marianelae
Canthidium marianelae là một loài bọ cánh cứng trong họ Bọ hung (Scarabaeidae).